# Igreja Católica Apostólica Independente de tradição Salomoniana
A Igreja Católica Apostólica Independente de Tradição Salomaniana, também conhecida como Catolicismo Salomanita ou Catolicismo Evangélico Salomanita é uma instituição  de fé católica reformada no Brasil, que está separada, sem comunhão com a Igreja Católica Apostólica Romana, que surgiu dos ideais de Dom Salomão Ferraz, ex-pastor presbiteriano que foi sagrado ao episcopado por Dom Carlos Duarte da Costa. A sigla utilizada pela Igreja é ICAI-TS. Sua sede primaz se encontra no Município de Duque de Caxias (Rio de Janeiro), e possui dioceses em Magé (Rio de Janeiro), e em diversos estados do Nordeste do Brasil. Na cidade do Rio de Janeiro possui uma capela no bairro de São Cristóvão.

## História
Nos anos de 1897 a 1901, Salomão Ferraz passa a refletir sobre os males da desunião dos cristãos, divididos entre muitas denominações. Nessa época ele era aluno do Seminário Teológico Presbiteriano em São Paulo.
Quando assumiu o Ministério Pastoral, Salomão Ferraz elaborou a Declaração de Princípios, que foi a sua regra de vida, tanto pessoal, quanto ministerial. Em 1925 ele elabora e publica um estudo chamado Princípios e Métodos, que discursava sobre a validade dos batismos efetuados por padres católicos romanos, dizendo que tais batismos eram válidos por serem feitos sobre a palavra e o nome de Jesus Cristo, independente da igreja romana ser vista como errada pelos protestantes.
Ele acaba entrando em conflito com as autoridades presbiterianas e se transfere para a Igreja Episcopal do Brasil, atual Igreja Episcopal Anglicana do Brasil, na Igreja Episcopal ele recebe as ordens do diaconato e do presbiterato por sucessão apostólica.
Em 1917 Salomão Ferraz organiza um movimento ecumênico devocional chamado de Ordem de Santo André, que funcionava em capítulos dentro de diversas Igrejas e Instituições religiosas, e elabora o Rito Brasiliense.
Em 1936 a Ordem de Santo André se reúne em um congresso nacional, e é lançada e aprovada a obra A Igreja e a Sinagoga, onde Salomão Ferraz trata sobre o que a Igreja é, e o que a Igreja não é. Nesse congresso é aprovada também a criação da Igreja Católica Livre, uma Igreja autônoma e nacional, inspirada na Igreja primitiva de Jerusalém e nas antigas Igrejas Orientais.
Salomão Ferraz é eleito bispo para a Igreja Católica Livre e busca a sagração na Europa, e é aceito para ser sagrado pelos Vétero-Católicos de Utrecht, porém a II guerra mundial estoura e impede a sagração na Europa.
Dom Carlos Duarte da Costa, um bispo que se desligou de Roma e fundou a Igreja Católica Brasileira conhece Salomão Ferraz e aceita sagra-lo em 1945, um fato importante é que Dom Carlos ainda não tinha recebido a excomunhão de Roma quando sagrou Salomão Ferraz, e ao contrário do que muitos dizem, Salomão Ferraz não era membro da ICAB, ele apenas aceitou como um favor, assumir a diocese de São Paulo até que Dom Carlos providenciasse um bispo para aquela diocese, mas a Igreja Católica Livre já tinha sido fundada e Salomão Ferraz passa a ser seu bispo de fato. 
Em 1951 é criada a diocese do Rio de Janeiro da Igreja católica Livre, tendo como bispo diocesano Dom Manoel Ceia Laranjeira. Nesse ano é fundado também o Seminário Teológico Santo André (SETESA).
Em 1959, Dom Salomão Ferraz, entusiasmado com o discurso ecumênico do Papa São João XXIII, aceita ir para a Igreja Romana, e é recebido como Bispo pleno, sem nenhuma re-sagração, e dentro da Igreja romana participa do Concílio Vaticano II.
Com a morte de João XXIII a Igreja Romana passou a desprezar o clero sob jurisdição de Dom Salomão Ferraz, impondo inclusive que os sacerdotes que tinham sidos recebidos enquanto casados se separassem e se tornassem celibatários.
Dom Salomão Ferraz então percebendo o dom da inteligência de Roma para acabar com seu movimento chama o bispo diocesano do Rio de Janeiro, Dom Manoel Ceia Laranjeira e pede que ele restaure o movimento Católico Livre. Em 1966 Dom Manoel Ceia Laranjeira é eleito patriarca da igreja ao reestruturar o movimento muda o nome para Igreja católica Apostólica Independente no Brasil - ICAIB.
Dom Manoel segue com o movimento, apesar do conflito com Roma, e estrutura o movimento em todo o Brasil, novas dioceses foram abertas e clérigos eram ordenados para servir à Igreja Católica Independente.
Dom Manoel sagrou Dom Lapércio Eudes Moreira, e este assumiu como patriarca após a morte de Dom Manoel, este alterou a constituição da Igreja sem a autorização do colegiado, e esta alteração dava poderes a bispos estrangeiros sem vínculos com a igreja no Brasil. Dom Lapércio assinou também um tratado com a Igreja Constantinopolitana de Dom Luiz, que permitia a intervenção desta Igreja em assuntos internos da ICAIB. 
Após a Morte de Dom Lapércio, foi eleito com os votos do clero estrangeiro um bispo praticamente desconhecido do clero brasileiro, Dom Paulo, que ao invés de encarar o cargo de patriarca como um cargo emérito, pois este cargo era apenas honorífico, começou a tomar atitudes plenipotenciárias. 
Houve então um descontentamento da maior parte do clero nacional, que resolveram se desligar do patriarcado de Dom Paulo, esse claro se reuniu em Feira da Santana na Bahia nos dias 20, 21 e 22 de agosto de 2010, e resolveram continuar o movimento original de Salomão Ferraz, adotando o nome de Igreja Católica Apostólica de Tradição Salomoniana. Dom Felismar Manoel, bispo sagrado por Dom Manoel Ceia Laranjeira, foi eleito para ser o primaz da ICAI-TS, e é o atual primaz da mesma.

## Doutrinas
A ICAI-TS adota a Tradição Apostólica, porém apenas a Tradição baseada no Novo Testamento, ou as que não se contraponham aos Evangelhos. A Igreja Católica Apostólica Independente de Tradição Salomoniana é uma igreja que está em cisma com a Igreja Católica Apostólica Romana.

### Escrituras
A Igreja adota a Bíblia como regra de fé e prática, dando especial ênfase ao Novo Testamento, principalmente aos quatro evangelhos. Os livros apócrifos não são adotados como doutrinários, sendo considerados apenas história do povo de Israel, o cânone adotado é o Hebreu adotado pelos judeus palestinos, ao contrário da Igreja Romana, que adota o Cânone Helênico, a septuaginta e os deuterocanônicos contidos nesse Cânone.

### Sacramentos
A ICAI-TS adota o batismo e a Santa Ceia como as maiores ordenanças de Cristo, tendo-os como essenciais para a fé cristã. O batismo sempre é feito em nome da Santíssima Trindade, com água, e a Eucaristia sempre é dada nas duas espécies, o pão e o vinho.
São considerados sacramentos menores o casamento, a penitência, a confissão, a Ordem Ministerial, e a Unção dos enfermos. São chamados de sacramentos menores por não serem instituídos pelo próprio Cristo, e estarem dependentes dos dois sacramentos maiores.

### Liturgia
A liturgia é sempre na língua vernácula, e respeita o carisma da comunidade local, podendo sofrer enculturações e adaptações. A liturgia oficial da Igreja é o Rito Brasiliense, criado por Dom Salomão Ferraz.

### Celibato Opcional
O celibato é uma questão opcional e pessoal, todos os sacerdotes, de qualquer grau, são livres para contrair matrimônio se assim o desejarem, e constituir família. A igreja não impõe nenhuma escolha ao sacerdote nessa área.

### Ministério
A ICAI-TS reconhece os três ministérios ordenados de Bispos, Presbíteros e Diáconos, sendo o diaconato aberto também para as mulheres. Além dos ministérios ordenados a Igreja tem também os ministérios menores de Ministros da Liturgia, Ministro da Palavra, Ministro da Eucaristia, Ministro da Exortação e Ministro da Vigilância do Templo.